# Гватемальская бурая неясыть
Гватемальская бурая неясыть (лат. Strix fulvescens) — вид птиц рода неясытей и семейства совиных, обитающий в Мексике и некоторых странах Центральной Америки.

## Описание
Гватемальская бурая неясыть — средняя по размеру сова. Размеры данного вида варьируются от 38 до 48,5 cм. Взрослые особи весят примерно 600 граммов, самки в среднем на 100 граммов тяжелее.Верхняя часть тела ржаво-коричневого цвета со светлыми пятнами, нижняя — цвета охры с коричневыми продольными полосами. Лицевой диск бледно-жёлтый с потемнением вокруг глаз. Имеет узкий, тёмный ободок вокруг лицевого диска. Клюв жёлтый. Глаза тёмно-коричневые. 

## Поведение
Ведёт ночной и сумеречный образ жизни. В её рацион входят мелкие млекопитающие, птицы, рептилии, насекомые и членистоногие. Самка откладывает от двух до пяти яиц в дуплах деревьев, и высиживает их в одиночку, тогда как самец занят поиском еды. Инкубационный период длится 28—30 дней. Птенцы обычно начинают появляться в мае.

## Ареал
Гватемальская бурая неясыть встречается в высокогорных районах мексиканских штатов Чьяпас и Оахака, а также в Гватемале, Гондурасе и Сальвадоре. Первое упоминание о ее существовании в Оахаке датируется 1950 годом. Обитание вида в Оахаке было подтверждено в 2011 году. Обитает на высоте от 1200 до 3100 метров. Населяет горные сосново-дубовые и влажные леса. Осёдлый вид, не мигрирует. 

## Охранный статус
Из-за большого ареала и значительной популяции гватемальской бурой неясыти был присвоен охранный статус вида, вызывающего наименьшее беспокойство. По оценкам, за последнее столетие численность вида в Мексике сократилась вдвое в результате потери среды обитания, и мексиканское правительство считает его исчезающим. Продолжительность поколения составляет 9,6 года. 